# Alain Krivine
Alain Krivine   (15è districte de París, 10 de juliol de 1941 - 17è districte de París, 12 de març de 2022) va ser un polític francés.

## Biografia
Prové d'una família jueva que va emigrar d'Ucraïna a França a finals del segle xix, durant els pogroms. El seu pare era dentista. Durant l'ocupació alemanya, sent un infant, va haver d'estar ocultat pels seus pares fora de París.
Es va casar el 1962 amb Michèle Martinet, professora, filla de Gilles Martinet, periodista i exdiputat socialista al Parlament que va ser un dels fundadors de PSU i ambaixador a Roma. És cosí del director d'orquestra Emmanuel Krivine.
Estudiant a l'escola secundària i després a la Facultat de Lletres de París, va entrar el 1956 a la Jeunesses Communistes (Joventut Comunista, organització juvenil del PCF). Va seguir els estudis d'història paral·lelament a l'activitat a la Unió d'Estudiants Comunistes (UEC). Ja llicenciat, es converteix en professor d'història a l'escola secundària Voltaire i secretari de redacció a l'editorial Hachette durant dos anys (1966-1968).
Elegit a la direcció de la UEC el 1958, va ser membre de les xarxes de suport al Front d'Alliberament Nacional d'Algèria durant la guerra. Clandestinament es va incorporar al moviment trotskista i a la Quarta Internacional, sent expulsat del Partit Comunista francès el gener de 1966 per la seva oposició a l'estalinisme inherent al trotskisme.
L'abril de 1966, va fundar la Joventut Comunista Revolucionaria, dirigint les seves activitats cap als comitès contra la guerra de Vietnam i en l'organització i participació en el moviment de protesta de maig del 68, sent un dels líders de la revolta. La JCR es va dissoldre el juny de 1968 per decret del govern per les seves activitats i Alain Krivine va ser detingut i empresonat el 10 de juliol.
És posat en llibertat a la tardor i participa en la creació, l'abril de 1969, de la Lliga Comunista. A continuació, mentre feia el servei militar, serà candidat a les eleccions presidencials de 1969 (240.000 vots, 1,1%). Torna a París on es converteix en periodista de Rouge el 1970.
La Lliga Comunista és dissolta pel Govern francès el juny de 1973 a causa dels enfrontaments entre els seus militants i membres de l'extrema dreta. Passa a la clandestinitat durant dos mesos sota el nom de Front Revolucionari Comunista. De nou en les eleccions presidencials el 1974 redueix significativament els resultats (94.000 vots, 0,4%), darrere d'Arlette Laguiller (600.000 vots). La Lliga Comunista Revolucionària (LCR) s'estableix formalment poc després. Alain Krivine fou membre de la seva direcció política fins a 2006.
Malgrat la seva dimissió dels càrrecs polítics, va continuar com un dels tres portaveus de la LCR, juntament amb Olivier Besancenot i Roseline Vachetta. Tot tenint també un paper important en el lideratge de la Quarta Internacional (SU), va participar activament en la creació del Nou Partit Anticapitalista el 2008.

## Trajectòria
- 1955, entra a les Joventuts Comunistes del PCF.
- 1958-1965, membre del Comité Nacional de la Unió d'Estudiants Comunistes de França i secretari de la secció de la Sorbona.
- 1966, expulsat del Partit Comunista Francés al negar-se a donar suport a la candidatura de François Mitterrand, i en general per les seues posicions trotskistes.
- 1965, participa en la creació de la Joventut Comunista Revolucionària, dissolta pel govern el 1968.
- 1969, al mateix temps que fa el servei militar és candidat a les eleccions presidencials. Participa en la creació de la Lliga Comunista, que el govern dissoldrà el 1973.
- 1974, membre del buró polític de la Lliga Comunista Revolucionària, membre del comité executiu internacional de la IV Internacional. Candidat a les eleccions presidencials. amb eixe motiu funda el Front Comunista Revolucionari.
- 1999 - 2004, eurodiputat, triat en la llista LO - LCR.
- 2006, dimitix del buró polític de la LCR.

## Eleccions presidencials
- 1969, candidat de la Lliga Comunista, obté 239.106 vots (1,06% dels vots, 7è i últim candidat).
- 1974, candidat del Front Comunista Revolucionari, obté 93.990 vots (0,37% dels vots, 9é de 12 candidats).
- 1981, candidat de la Lliga Comunista Revolucionària, però no aconseguix obtindre les 500 firmes.

## Obres
- 1969, La Farce électorale.
- 1974, Questions sur la révolution.
- 2003, Sur le pont. Souvenirs d'un ouvrier trotskiste bretó.
- 2006, Ca et passera avec l'âge.